# Ruslan Tümönbajew
Ruslan Tümönbajew (kirgisisch Руслан Түмөнбаев; russisch Руслан Самаганович Тюменбаев/ Ruslan Samaganowitsch Tjumenbajew; * englisch Ruslan Tyumenbayev; 28. Mai 1986 in Frunse, Kirgisische SSR, UdSSR) ist ein kirgisischer Ringer. Er gewann bei den Olympischen Spielen 2008 in Peking eine Bronzemedaille im griechisch-römischen Stil im Federgewicht.

## Werdegang
Ruslan Tümönbajew begann als Jugendlicher im Jahre 1998 mit dem Ringen. Dabei konzentrierte er sich auf den griechisch-römischen Stil. Er ist Mitglied des Sportclubs TSOP Bischkek und wird seit Beginn seiner Laufbahn von Amereuth Moldobajew trainiert. Bei einer Größe von 1,70 Metern startete er als Erwachsener seit 2006 immer im Federgewicht, der Gewichtsklasse bis 60 kg Körpergewicht. Ringen ist derzeit auch sein Beruf.
Bei internationalen Meisterschaften im Nachwuchsbereich (Cadets, Junioren) trat er noch nicht in Erscheinung. Mit 18 Jahren wurde er aber im Jahre 2004 erstmals bei den Senioren bei einer internationalen Meisterschaft eingesetzt. Er belegte dabei bei der Asien-Meisterschaft in Alma-Ata im Bantamgewicht den 4. Platz. Im Jahre 2006 erkämpfte er sich dann bei den Asien-Spielen in Doha im Federgewicht nach einer Niederlage im Viertelfinale gegen Makoto Sasamoto aus Japan in der Trostrunde mit Siegen über Yasser Mohammed Fallatah, Königreich Saudi-Arabien und Nurbakyt Tengisbajew, Kasachstan, eine Bronzemedaille.
Auch in den Jahren 2007 und 2008 erkämpfte sich Ruslan Tümönbajew bei internationalen Meisterschaften Medaillen. 2007 gewann er bei der Asien-Meisterschaft im heimischen Bischkek hinter Moon Ho-seon, Südkorea und Hamid Bavafa, Iran eine Bronzemedaille, während er bei der Weltmeisterschaft in Baku in seinem ersten Kampf gegen Luis Ignacio Liendo aus Venezuela verlor und deshalb auf dem 24. Platz landete. 2007 wurde er in Jeju/Südkorea Asienmeister vor Dilshod Aripov, Usbekistan, Yerbol Konyratow aus Kasachstan und H. Kitaoka aus Japan. Zum absoluten Höhepunkt in der Laufbahn von Ruslan Tümönbajew wurden dann die Olympischen Spiele 2008 in Peking, denn er erkämpfte sich dort mit Siegen über Jarkko Ala-Huikku, Finnland und Dilshod Aripov, einer Niederlage gegen Islambek Albiew aus Russland und einem Sieg über Roberto Monzon Gonzalez aus Kuba eine Bronzemedaille. Die Niederlage gegen Islambek Albiew war dabei mit 3:5 Punkten recht knapp.
In den Jahren 2009 bis 2011 konnte Ruslan Tümönbajew dann nicht mehr an diese Erfolge anknüpfen. Bei der Weltmeisterschaft 2009 in Herning/Dänemark kam er nach einer Niederlage gegen Witali Rahimow aus Aserbaidschan nur auf den 16. Platz. Mit zwei Siegen startete er bei der Weltmeisterschaft 2010 in Moskau. Niederlagen gegen Həsən Əliyev aus Aserbaidschan und Iwo Angelow aus Bulgarien warfen ihn aber auf den 7. Platz zurück und bei der Weltmeisterschaft 2011 in Istanbul kam er mit einem Sieg über Istvan Levai aus Ungarn und Niederlagen gegen Almat Kebispajew, Kasachstan und Iwo Angelow auf den 14. Platz. Bei den Asien-Meisterschaften dieser Jahre wurde er nicht eingesetzt.
Im Jahre 2012 verpasste Ruslan Tümönbajew dann mit zwei dritten Plätzen bei den Turnieren in Astana bzw. in Helsinki die Qualifikations-Kriterien für die Teilnahme an den Olympischen Spielen in London jeweils nur um einen Platz. In London kann er deshalb nicht am Start sein.

## Internationale Erfolge
| Jahr | Platz  | Wettbewerb                                | Gewichtsklasse | Ergebnisse |
| 2004 | 4.     | Asien-Meisterschaft in Alma-Ata           | Bantam         | hinter Aisultan Baisakow, Kasachstan, Hamid Sorjan Reihanpour, Iran und Elbek Tojiew, Usberkistan                                                                                                 |
| 2006 | 3.     | Asien-Spiele in Doha                      | Feder          | nach Sieg über Dovletberdy Mamedow, Turkmenistan, Niederlage gegen Makoto Sasamoto, Japan und Siegen über Yasser Mohammed Fallatah, Königreich Saudi-Arabien und Nurbakyt Tengisbajew, Kasachstan |
| 2007 | 3.     | Asien-Meisterschaft in Bischkek           | Feder          | hinter Moon Ho-seon, Südkorea und Hamid Bavafa, Iran, gemeinsam mit Sheng Jiang, China |
| 2007 | 24.    | WM in Baku                                | Feder          | nach einer Niederlage gegen Luis Ignacio Liendo, Venezuela |
| 2008 | 1.     | Asien-Meisterschaft in Jeju/Südkorea      | Feder          | vor Dilshod Aripov, Usbekistan, Yerbol Konyratow, Kasachstan und H. Kitaoka, Japan |
| 2008 | Bronze | OS in Peking                              | Feder          | nach Siegen über Jarkko Ala-Huikku, Finnland und Dilshod Aripov, einer Niederlage gegen Islambek Albiew, Russland und einem Sieg über Roberto Monzon Gonzalez, Kuba                               |
| 2009 | 16.    | WM in Herning/Dänemark                    | Feder          | nach einem Sieg über Ede Komaromi, Ungarn und einer Niederlage gegen Witali Rahimow, Aserbaidschan                                                                                                |
| 2010 | 7.     | WM in Moskau                              | Feder          | nach Siegen über Jarkko Alu-Huikku und Andres Montano Arroyo, Ekuador und Niederlagen gegen Həsən Əliyev, Aserbaidschan und Iwo Angelow, Bulgarien                                                |
| 2011 | 12.    | Yadegar-Imam-Cup in Qom                   | Feder          | Sieger: Abdol Mohamed Papi, Iran vor Kamran Mammadow, Aserbaidschan |
| 2011 | 11.    | Präsidenten-Cup von Kasachstan            | Feder          | Sieger: Almat Kebispajew, Kasachstan vor Jung Ju-hyun, Südkorea |
| 2011 | 23.    | „Wladyslaw-Pytlasinski“-Memorial in Radom | Feder          | Sieger: Saur Kuramagomedow, Russland vor Yerbol Kalabajew, Belarus |
| 2011 | 14.    | WM in Istanbul                            | Feder          | nach einem Sieg über Istvan Levai, Ungarn und Niederlagen gegen Almat Kebispajew und Iwo Angelow                                                                                                  |
| 2012 | 3.     | Olympia-Qualif.-Turnier in Astana         | Feder          | hinter Sheng Jiang und Ryūtarō Matsumoto, Japan |
| 2012 | 3.     | Olympia-Qualif.-Turnier in Helsinki       | Feder          | hinter Rewas Laschchi, Georgien und Stig André Berge, Norwegen |

## Erläuterungen
- alle Wettbewerbe im griechisch-römischen Stil
- OS = Olympische Spiele, WM = Weltmeisterschaften
- Gewichtsklassen: Bantam bis 55 kg, Feder bis 60 kg Körpergewicht